# Laura Davies
Laura Davies, née le 5 octobre 1963 à Coventry, est une golfeuse anglaise

## Palmarès

### Solheim Cup
- participation à toutes les éditions de 1990 à 2005

### Majeurs
- U.S. Open 1987
- LPGA Championship 1994, 1996
- du Maurier Classic 1996*

 *  L'Open du Canada féminin de golf, ou du Maurier Classic, était considéré jusqu'en 2000, comme l'un des majeurs du circuit LPGA.

### LPGA
- 20 victoires
- première à l'ordre du mérite en 1994

| No. | Date             | Tournoi                          | Score                 | Marge de victoire | Seconde(s)                              |
| --- | ---------------- | -------------------------------- | --------------------- | ----------------- | --------------------------------------- |
| 1   | 26 juillet 1987  | U.S. Women's Open                | −3 (72-70-72-71=285)  | Playoff           | JoAnne Carner Ayako Okamoto             |
| 2   | 20 mars 1988     | Circle K LPGA Tucson Open        | −10 (64-74-69-72=278) | 1 coup            | Robin Walton                            |
| 3   | 5 juin 1988      | Jamie Farr Toledo Classic        | −11 (69-70-69-69=277) | 3 coups           | Nancy Lopez                             |
| 4   | 18 juin 1989     | Lady Keystone Open               | −9 (67-73-67=207)     | 1 coup            | Pat Bradley                             |
| 5   | 10 mars 1991     | Inamori Classic                  | −11 (70-68-72-67=277) | 4 coups           | Lynn Connelly Judy Dickinson            |
| 6   | 16 mai 1993      | McDonald's Championship          | −7 (66-69-73-69=277)  | 1 coup            | Sherri Steinhauer                       |
| 7   | 20 mars 1994     | Standard Register PING           | −15 (69-72-66-70=277) | 4 coups           | Elaine Crosby Beth Daniel               |
| 8   | 8 mai 1994       | Sara Lee Classic                 | −13 (65-70-68=203)    | 1 coup            | Meg Mallon                              |
| 9   | 15 mai 1994      | McDonald's LPGA Championship     | −5 (70-72-69-68-279)  | 3 coups           | Alice Ritzman                           |
| 10  | 19 mars 1995     | Standard Register PING           | −12 (69-68-70-73=280) | 1 coup            | Beth Daniel                             |
| 11  | 23 avril 1995    | Chick-fil-A Charity Championship | −15 (67-67-67=201)    | 4 coups           | Kelly Robbins                           |
| 12  | 24 mars 1996     | Standard Register PING           | −8 (71-73-69-71=284)  | 1 coup            | Kristal Parker-Manzo                    |
| 13  | 12 mai 1996      | McDonald's LPGA Championship     | E (72-71-70=213)      | 1 coup            | Julie Piers                             |
| 14  | 4 août 1996      | du Maurier Classic               | −11 (71-70-70-66=277) | 2 coups           | Nancy Lopez Karrie Webb                 |
| 15  | 25 août 1996     | Star Bank LPGA Classic           | −12 (68-66-70=204)    | 3 coups           | Pat Hurst Maggie Will                   |
| 16  | 23 mars 1997     | Standard Register PING           | −15 (70-69-70-68=277) | Playoff           | Kelly Robbins                           |
| 17  | 22 novembre 1998 | PageNet Tour Championship        | −11 (66-67-75-69=277) | 4 coups           | Brandie Burton Pat Hurst Karrie Webb    |
| 18  | 13 février 2000  | Los Angeles Women's Championship | −5 (67-71-73=211)     | 3 coups           | Carin Koch Janice Moodie Michele Redman |
| 19  | 7 mai 2000       | The Philips Invitational         | −5 (68-67-68-72=275)  | 2 coups           | Dottie Pepper                           |
| 20  | 10 juin 2001     | Wegmans Rochester International  | −9 (68-68-69-74=279)  | 3 coups           | Maria Hjorth Wendy Ward                 |

LPGA Tour : résultats en playoff  (2 victoires–8 défaites)
| No. | Année | Tournoi                                    | Adversaire(s)                  | Résultats                                                        |
| --- | ----- | ------------------------------------------ | ------------------------------ | ---------------------------------------------------------------- |
| 1   | 1987  | U.S. Women's Open                          | JoAnne Carner Ayako Okamoto    | Gagne en playoff sur 18 trous (Davies:71, Okamoto:73, Carner:74) |
| 2   | 1992  | ShopRite LPGA Classic                      | Anne-Marie Palli               | Perd contre un birdie sur le premier trou supplémentaire         |
| 3   | 1992  | Rail Charity Golf Classic                  | Nancy Lopez                    | Perd contre un par sur le premier trou supplémentaire            |
| 4   | 1994  | JAL Big Apple Classic                      | Beth Daniel                    | Perd contre un birdie sur le premier trou supplémentaire         |
| 5   | 1995  | Samsung World Championship of Women's Golf | Annika Sörenstam               | Perd contre un birdie sur le premier trou supplémentaire         |
| 6   | 1996  | State Farm Rail Classic                    | Michelle McGann Barb Whitehead | McGann gagne avec un birdie sur le troisième trou supplémentaire |
| 7   | 1996  | Toray Japan Queens Cup                     | Mayumi Hirase                  | Perd contre un par sur le troisième trou supplémentaire          |
| 8   | 1997  | Standard Register PING                     | Kelly Robbins                  | Gagne avec un par sur le premier trou supplémentaire             |
| 9   | 1997  | Giant Eagle LPGA Classic                   | Tammie Green                   | Perd contre un eagle sur le cinquième trou supplémentaire        |
| 10  | 1999  | PageNet Championship                       | Se Ri Pak Karrie Webb          | Pak gagne avec un birdie sur le premier trou supplémentaire      |

### Circuit européen
- 45 victoires
- première à l'ordre du mérite en 1985, 1986, 1992, 1996, 1999, 2004 et 2006
  - 1985 (1) Belgian Ladies' Open
  - 1986 (4) McEwans Wirral Classic, Greater Manchester Tournament, Open Britannique Dames, La Manga Spanish Open
  - 1987 (1) Italian Ladies' Open
  - 1988 (3) Ford Ladies' Classic, Italian Ladies' Open, Biarritz Ladies' Open
  - 1989 (1) Laing Charity Ladies' Classic
  - 1990 (1) AGF Biarritz Ladies' Open
  - 1991 (1) Valextra Classic
  - 1992 (3) The European Ladies' Open, The Ladies' English Open, BMW Italian Ladies' Open
  - 1993 (1) Waterford Dairies Ladies' English Open
  - 1994 (2) Holiday Ireland Women's Open, The New Skoda Women's Scottish Open
  - 1995 (4) Evian Masters, Guardian Irish Holidays Open, Woodpecker Women's Welsh Open, Wilkinson Sword Ladies' English Open
  - 1996 (3) Evian Masters, Wilkinson Sword Ladies' English Open, Italian Ladies' Open di Sicilia
  - 1997 (2) Ford-Stimorol Danish Open, Hennessy Cup
  - 1998 (1) Chrysler Open
  - 1999 (3) Chrysler Open, McDonald's WPGA Championship, Compaq Open
  - 2000 (1) TSN Ladies World Cup Golf (tournoi individuel)
  - 2001 (1) WPGA International Matchplay
  - 2002 (1) P4 Norwegian Masters
  - 2003 (1) ANZ Ladies Masters (co-organisé par le ALPG Tour)
  - 2004 (1) AAMI Women's Australian Open (co-organisé par le ALPG Tour)
  - 2006 (1) SAS Masters
  - 2007 (1) UNIQA Ladies Golf Open
  - 2008 (1) UNIQA Ladies Golf Open
  - 2009 (1) Women's Australian Open (co-organisé par le ALPG Tour)
  - 2010 (5) Pegasus New Zealand Women's Open (co-organisé par le ALPG Tour), UniCredit Ladies German Open, UNIQA Ladies Golf Open, Open De España Femenino, Hero Honda Women's Indian Open

### Tournois Seniors
- U.S. Senior Women's Open 2018